# 朴正祥
朴正祥（パク・ジョンサン、박정상、ぼく せいしょう、1984年8月23日 - ）は、韓国の囲碁棋士。ソウル出身、韓国棋院所属、許壮会九段門下、九段。世界囲碁選手権富士通杯、囲碁マスターズ戦神戦優勝など。

## 経歴
中学の数学教師の父親が、行儀よく集中力が付くようにと囲碁の子供教室に通わせて囲碁を学ぶ。7歳の時に子供全国大会で3位となったのを機にプロを目指し、2000年初段。2001年、三星火災杯世界オープン戦に二段で初出場し、王銘鋺、古力を破ってベスト8進出。2004年、SKガス杯新鋭プロ十傑戦優勝。2005年、マスターズ戦神戦決勝で元晟溱を破って優勝。この年は60勝23敗の成績で、韓国棋院勝数6位、賞金ランキング7位となる。2006年、2006年棋聖戦ベスト4、電子ランド杯王中王戦決勝で李昌鎬に0-2で敗れ準優勝。同年、世界囲碁選手権富士通杯に初出場し、決勝で周鶴洋を破り優勝、これにより六段から九段に昇段し、兵役を免除される。2008年第1回ワールドマインドスポーツゲームズ男子個人戦銀メダル。2012年百霊愛透杯世界囲碁オープン戦でベスト16。2014年百霊杯愛透杯出場。2014、15年マキシムコーヒー杯入神連勝最強戦ベスト4
沖岩高等学校卒業、韓国外国語大学で中国語を学ぶ。力戦派で、尊敬する棋士は呉清源。趣味はサッカー。韓国囲碁リーグでは、2004年汎洋建栄などで出場。韓国棋士ランキングでは、2005-06年6位。

### タイトル歴
国際棋戦
- 世界囲碁選手権富士通杯 2006年

国内棋戦
- SKガス杯新鋭プロ十傑戦 2004年
- 囲碁マスターズ戦神戦 2005年
- オスラムコリア杯新鋭連勝最強戦 2006年

### その他の棋歴
- 中環杯世界囲碁選手権戦 準優勝 2007年
- ワールドマインドスポーツゲームズ 男子個人戦銀メダル 2008年
- 三星火災杯世界オープン戦 ベスト8 2001年
- LG杯世界棋王戦 ベスト8 2006年
- 電子ランド杯王中王戦 準優勝 2006年
- マキシムコーヒー杯入神連勝最強戦 準優勝 2007年
- 韓国囲碁リーグ
  - 2004年（汎洋建栄）5-2
  - 2005年（新星建設）3-4
  - 2006年（Kixx）8-5
  - 2007年（Kixx）7-6
  - 2008年（Kixx）6-8
  - 2009年（新案天日塩）7-5
  - 2010年（嶺南日報）9-7
  - 2011年（嶺南日報）8-5
  - 2012年（Kixxx）9-8
  - 2013年（SKエネルギー）6-8
  - 2015年（華城市）